# Alfred Ledwig
Alfred Ledwig (ur. 10 czerwca 1929 w Bieruniu Nowym, zm. 2006 w Niemczech) – polski plastyk, scenarzysta, reżyser, współtwórca serii filmów animowanych z cyklu „Bolek i Lolek“, współzałożyciel Studia Filmów Rysunkowych w Bielsku-Białej.

## Życiorys
Znalazł się w gronie współzałożycieli Studia Filmów Rysunkowych (najpierw z siedzibą w Katowicach, później w Bielsku-Białej).
Był współautorem postaci Bolka i Lolka w ujęciu plastycznym, wspólnie z Leszkiem Lorkiem i Władysławem Nehrebeckim.
Za opracowanie graficzne antypaństwowej, antypezetpeerowskiej ulotki został skazany w latach 70. XX w. na karę więzienia. Siedem miesięcy spędził w Zakładzie Karnym nr 1 w Strzelcach Opolskich.